# Piper baracoanum
Piper baracoanum är en pepparväxtart som beskrevs av Leon. Piper baracoanum ingår i släktet Piper och familjen pepparväxter. Inga underarter finns listade i Catalogue of Life.